# Phacellodomus ferrugineigula
Phacellodomus ferrugineigula е вид птица от семейство Furnariidae.

## Разпространение
Видът е разпространен в Бразилия и Уругвай.